# Theo Smit
Theo Smit (Ámsterdam, 5 de abril de 1951-	Zwanenburg, 20 de julio de 2023) fue un ciclista neerlandés, profesional entre 1974 y 1989, cuyos mayores éxitos deportivos los logró en el Tour de Francia donde obtuvo 2 victorias de etapa, y en la Vuelta a España donde igualmente obtendría 2 etapas .
Su hijo Dennis también se dedicó al ciclismo.

## Palmarés
| 1974 - Vuelta a Holanda Septentrional 1975 - 2 etapas en el Tour de Francia - 1 etapa en la Vuelta a los Países Bajos 1976 - 2 etapas en la Vuelta a España - Campeón de Holanda de ciclismo, 50 km en pista 1980 - Campeón de Holanda de ciclismo, sprint en pista | 1983 - Campeón de Holanda de contrarreloj en ruta por equipos 1984 - Campeón de Holanda de ciclismo, carrera por puntos en pista 1985 - Campeón de Holanda de ciclismo, keirin |

### Resultados en el Tour de Francia
- 1975. Abandona (10.ª etapa).
- 1977. Abandona (14.ª etapa)

### Resultats a la Vuelta a España
- 1976. Abandona.